# Helen Kotas Hirsch
Helen Kotas Hirsch (* 1916; † 15. Dezember 2000 in Chicago) war eine US-amerikanische Hornistin.
Kotas Hirsch war von 1941 bis 1947 Solohornistin im Chicago Symphony Orchestra. Sie war die erste Frau, die diese Position in einem der großen amerikanischen Orchester erreichte. Von 1950 bis 1958 war sie ebenfalls Solohornistin im Grant Park Symphony Orchestra und von 1954 bis 1959 in der Lyric Opera of Chicago. 1965 beendete sie ihre Solokarriere und lehrte danach noch an den American and Sherwood Conservatories of Music.